# 宋琬
宋琬（1614年—1674年），字玉叔，號荔裳，山东萊陽人。明末清初詩人、政治人物。清順治丁亥進士，累官浙江、四川按察使。為一代詩宗、清八大詩家之一，亦為南施北宋、燕臺七子、清朝六大家之一。

## 生平
莱阳宋氏世族，六世祖宋黻为明代莱阳的首位進士。宋琬之父宋應亨为明天启五年（1625年）進士，官清丰知县。崇禎十六年（1643年），宋應亨於清兵陷萊陽時遇害。宋琬自幼聪慧过人，“负隽才，著声誉”，“少能诗，有才名”。曾隨仲兄宋璜游学京师，與王崇简、王熙父子相識。亦同姜埰、姜垓兄弟友好。順治四年（1647年）中進士，授戶部主事，累遷吏部郎中。一度因“文字余孽”為逆僕所陷，下獄。順治十八年（1661年），官至浙江按察使。
康熙元年（1662年）又因親戚董樵之故，其侄宋彝秉（宋一柄）誣告宋琬與登州于七起義有關，下獄，三年後釋放，流寓江南八年，与宋荤、朱彝尊、王士禄等人诗酒唱和。康熙十一年春任四川按察使，次年进京述职，遭逢三藩之亂，不得回程，得知家人皆陷於兵火，憂苦成疾，卒於京城。

## 著作
宋琬能作詩，古体拟汉魏，近体学盛唐，一生遭遇“豐少屯多，故其诗多愁苦之音”，诗歌以“沉鬱蒼健”著稱。與安徽宣城施閏章齊名，有“南施北宋”之稱。
宋玉叔多有著述，現存詩有1333首、詞165首、文223篇，賦2篇、雜劇《祭皋陶》一卷，均收在《安雅堂集》裏。另有《安雅堂詩》八卷、《二鄉亭詞》、《永平府志》、《北寺草》等。康熙十一年春，王士禎曾審定其詩稿三十卷。宋琬入蜀後又結集《入蜀集》一部。宋琬最早的刻本為《荔裳集》，現見最早的正式刊刻稿為《安雅堂文集》二卷，《安雅堂詩》一卷系作者康熙五年（1666）寓居蘇州時所刻。後作者又自刻過《二鄉亭詞》、《安雅堂書啟》以及劇本《祭皋陶》等，是殘缺本。宋琬子思勃和族孫宋邦憲先後多次搜羅補輯，共湊成二十卷，大部分是未刻稿。另據《登州府志》記載宋琬還寫有《秦州紀異》、《治蜀條例》和《治蜀讞案》各一卷，「皆事理詳盡，文亦簡淨不俗」。

## 纪念
光緒五年（1879年），萊陽知縣茅芳廉為其故宅立碑，故居現改為萊陽市博物館。

## 佚事
《聊齋志異·噴水》一篇讲述宋琬老母在部曹官邸遇鬼身死之事。

## 延伸阅读
[在维基数据编辑]
 《清史稿·卷491》
 《清史稿/卷484》，出自趙爾巽《清史稿》
 在维基共享资源阅览影像